# 11108 Hachimantai
11108 Hachimantai  este un asteroid din centura principală. Descoperirea îi aparține lui Takao Kobayashi  și a fost făcută pe 27 octombrie 1995 în observatorul Ōizumi. Are o orbită eliptică între orbitele planetelor Marte și Jupiter.